# گزآباد (خاتون‌آباد)
گزآباد روستایی در دهستان خاتون‌آباد بخش مرکزی شهرستان جیرفت استان کرمان ایران است.

## جمعیت
بر پایه سرشماری عمومی نفوس و مسکن در سال ۱۳۹۵ جمعیت این مکان ۴۵۸ نفر (۱۳۱خانوار) بوده‌است.